# Лодердејл на Мору (Флорида)
Лодердејл на Мору (енгл. Lauderdale-by-the-Sea) град је у америчкој савезној држави Флорида. По попису становништва из 2010. у њему је живело 6.056 становника.

## Демографија
Према попису становништва из 2010. у граду је живело 6.056 становника, што је 3.493 (136,3%) становника више него 2000. године.
| Група             | 2000.         | 2010.         |
| Белци             | 2.364 (92,2%) | 5.344 (88,2%) |
| Афроамериканци    | 19 (0,7%)     | 72 (1,2%)     |
| Азијати           | 23 (0,9%)     | 50 (0,8%)     |
| Хиспаноамериканци | 135 (5,3%)    | 534 (8,8%)    |
| Укупно            | 2.563         | 6.056         |